# Lukoveček
Lukoveček (en allemand : Klein Lukau, précédemment : Klein Lukowetz) est une commune du district et de la région de Zlín, en République tchèque. Sa population s'élevait à 460 habitants en 2020.

## Géographie
Lukoveček se trouve à 3 km au nord-ouest du centre de Fryšták, à 9 km au nord de Zlín, à 79 km à l'est-nord-est de Brno et à 249 km au sud-est de Prague.
La commune est limitée par Holešov, Brusné et Rusava au nord, par Vlčková à l'est, par Fryšták au sud-est et au sud, et par Horní Lapač, Martinice et Přílepy à l'ouest.

## Histoire
La première mention écrite du village date de 1480.

## Transports
Par la route, Lukoveček trouve à 8 km de Holešov, à 10 km de Zlín, à 88 km de Brno et à 294 km de Prague.